# شچورس داوتیان
شچورس باگراتی داوتیان (ارمنی: Շչորս Բագրատի Դավթյան؛ زادهٔ ۱۲ مارس ۱۹۳۸ - درگذشته ۲۶ مهٔ ۲۰۱۶) تاریخ‌نگار، شاعر و فعال اهل ارمنستان بود.

## زندگی‌نامه
وی در ۱۲ مارس ۱۹۳۸ در واغارشاپات به دنیا آمد و از دانشکده لغت‌شناسی دانشگاه دولتی ایروان فارغ‌التحصیل گشت. وی برنده جوایزی همچون مدال موسس خورناتسی است. وی در ۲۶ مهٔ ۲۰۱۶ در سن ۷۸ سالگی در درگذشت.